# Carl Rawitzki

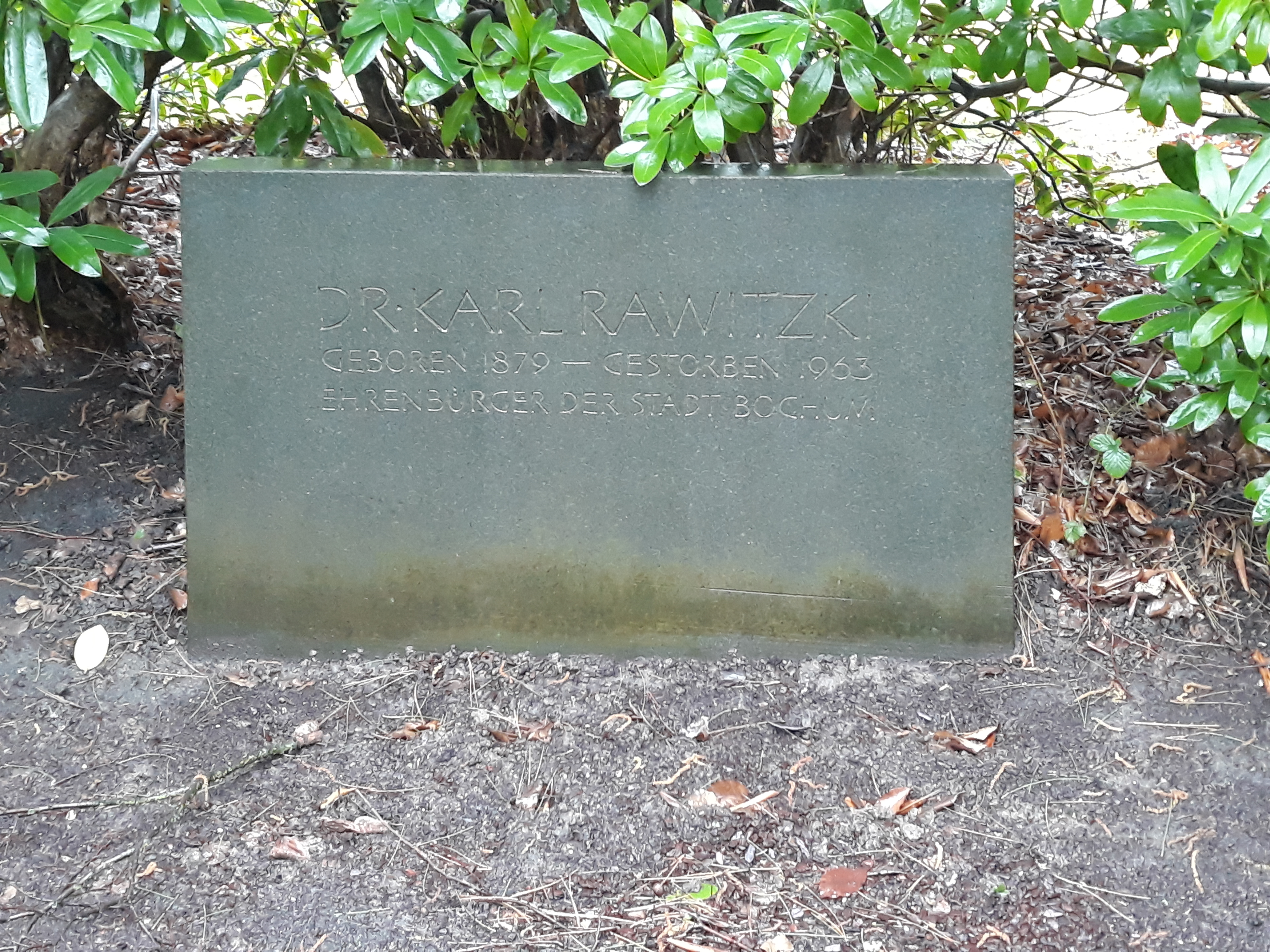
Das Grab von Carl Rawitzki auf dem Friedhof Blumenstraße in Bochum.

Carl David Rawitzki, auch Karl Rawitzki (geboren 21. Oktober 1879 in Thorn, Westpreußen; gestorben 18. April 1963 in Bochum) war ein deutscher Jurist und Kommunalpolitiker der SPD.

## Leben
Carl Rawitzki war der Sohn von Salo Rawitzki und Regina, geb. Poznanski, und besuchte die Schule in Thorn. Er studierte Jura in Berlin, München und Königsberg und wurde schon vor der Jahrhundertwende Mitglied der SPD. Rawitzki schloss das Jura-Studium an der Universität Leipzig am 26. Januar 1903 mit der Promotion ab. Durch seine Bekanntschaft mit den SPD-Politikern und Gewerkschaftern Hermann Sachse und Otto Hue kam er 1907 nach Bochum und wurde dort als Rechtsanwalt beim Landgericht Bochum zugelassen. 1914 wurde er als Soldat im Ersten Weltkrieg eingezogen und wurde bei Kriegsende 1918 als Legationsrat im Auswärtigen Dienst des Deutschen Reiches in Warschau eingesetzt.
1919 kehrte er nach Bochum zurück, heiratete Emilie Florentine Berta Schultze, evangelischen Glaubens, und trat 1921 aus dem Judentum aus. Er arbeitete wieder für die Bergarbeitergewerkschaft Alter Verband als nebenamtlicher Syndikus und erhielt 1920 die Zulassung als Notar. Rawitzki vertrat auch die juristischen Belange der Bochumer SPD und der örtlichen Reichsbanner-Organisation. Ab März 1919 war er in Bochum Stadtverordneter für die SPD und bis 1926 stellvertretendes Mitglied im Preußischen Staatsrat. Von 1925 bis 1933 war er stellvertretender Stadtverordnetenvorsteher. Seine politischen Aktivitäten wurden von den politisch reaktionär eingestellten Berufskollegen gerügt.
Nach der Machtergreifung der Nationalsozialisten 1933 wurde er kurzzeitig verhaftet. Aufgrund seiner jüdischen Herkunft und als Regimegegner erhielt er Berufsverbot als Rechtsanwalt und wurde als Notar entlassen. In den folgenden Jahren hielt er sich in Berlin auf und emigrierte 1939 nach Großbritannien. Am 28. Mai 1940 wurde ihm der Doktorgrad in Deutschland aberkannt und im Juli wurden ihm und seiner Frau die deutsche Staatsbürgerschaft entzogen. Rawitzki arbeitete in London in Emigrantenorganisationen mit, so in der vom Sopade-Parteivorstand eingesetzten „Arbeitsgemeinschaft Deutschland und Europa nach dem Kriege“. Im Konflikt mit der Fight for Freedom-Gruppe um Walter Loeb und Curt Geyer schloss er sich 1943 der „Freien Deutschen Bewegung“ (FDB) um Victor Schiff und Adele Schreiber an und war neben Alfred Meusel von der KPD Hauptredner auf dem FDB-Gründungskongress am 25. September 1943. Er wurde Mitglied des mehrheitlich von KPD-Mitgliedern besetzten Vorläufigen Ausschusses des FDB und wurde im Juni 1944 ins Präsidium gewählt.  Daraufhin wurde er Ende 1944 aus der SPD ausgeschlossen.
Rawitzki kehrte 1949 nach Bochum zurück, arbeitete wieder als Rechtsanwalt und Notar und vertrat als Anwalt und Pfleger die überlebenden NS-Opfer in ihren Entschädigungsfragen. Von 1952 bis 1962 war er erneut SPD-Stadtverordneter in Bochum, Mitglied des Hauptausschusses und Vorsitzender des Kulturausschusses.
Rawitzki erhielt 1959 das Bundesverdienstkreuz 1. Klasse und wurde 1962 zum Ehrenbürger von Bochum ernannt. Die Stadt widmete ihm ein Ehrengrab auf dem Friedhof Blumenstraße in Bochum. Postum wurde im Stadtteil Weitmar eine Straße nach ihm benannt.

## Schriften
- Das vorbehaltene Rücktrittsrecht im Gemeinen Recht und im Bürgerlichen Gesetzbuch. Inaugural-Dissertation. Borna-Leipzig: Noske, 1903.